# 아오모리역
아오모리역(일본어: 青森駅, あおもりえき)은 일본 아오모리현 아오모리시에 있는 철도역이다. 이 역에서 신아오모리역까지 가는경우 자유석을 이용하는 조건으로 특급열차를 이용하여도 특급요금을 징수하지 않는다. (즉 보통열차를 타던 특급열차를 타던 같은 요금을 징수한다.)

## 이용 가능 철도 노선
- 동일본 여객철도
  - 오우 본선 (마지막역)
  - 쓰가루 선
- 아오이모리 철도 (마지막역)

## 타는 곳
- 승강장 형태: 섬식 승강장 3면 6선

| 1    | ■ 아오이모리 철도선 | 노헤지·미사와·하치노헤·오미나토역 방면 |
| 2    | ■ 아오이모리 철도선 | 노헤지·미사와·하치노헤·오미나토역 방면 |
| 2    | ■ 오우 본선         | 신아오모리·히로사키·오다테 방면        |
| 3～6 | ■ 오우 본선         | 신아오모리·히로사키·오다테·아키타방면  |
| 3～6 | ■ 쓰가루 선         | 가나타·민마야 방면                     |